# David Erskine, 2. Baron Erskine

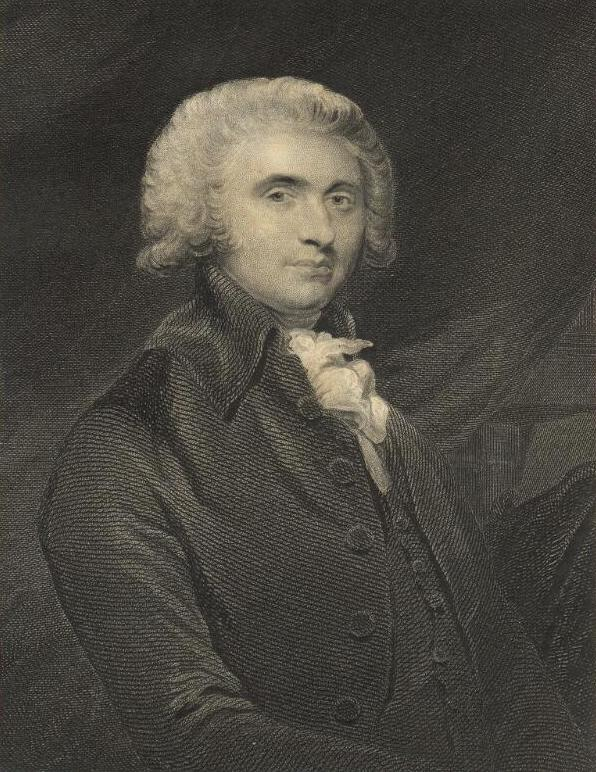
David Erskine, 2. Baron Erskine

David Montagu Erskine, 2. Baron Erskine (* 1777; † 19. März 1855 in Butlers Green, Sussex), war ein britischer Peer, Politiker und Diplomat.

## Leben
Er entstammte einer Nebenlinie des schottischen Clan Erskine und war der älteste Sohn des Politikers Thomas Erskine, 1. Baron Erskine (1750–1823), aus dessen erster Ehe mit Frances Moore († 1805).
Er besuchte die Charterhouse School und von 1787 bis 1792 das Winchester College und schloss 1797 sein Studium am Trinity College der Universität Cambridge als Master of Arts (M.A.) ab. Im Jahr 1802 wurde er von der Anwaltskammer Lincoln’s Inn als Barrister zugelassen.
Im Februar 1806 wurde sein Vater zum Lordkanzler ernannt und stieg als Baron Erskine geadelt vom House of Commons ins House of Lords auf. Obwohl Erskine nie in die politischen Fußstapfen seines Vaters treten wollte, ließ er sich bei der folgenden Nachwahl um dessen Abgeordnetensitz für Portsmouth ins House of Commons wählen. Er gehörte der Fraktion der Whigs an und hatte das Mandat bis zur Parlamentswahl im Oktober 1806 inne. Einer weiteren Einflussnahme durch seinen Vater entzog er sich, indem er sich (bereits) im Juli 1806 zum Bevollmächtigten Gesandten in Washington ernennen ließ; die Anforderungen an dieses Amt erfüllte er durch seine 1799 geschlossenen erste Ehe mit Frances Cadwallader. Er wurde 1809 zurückberufen, da er ohne Rücksprache mit seiner eigenen Regierung den Vereinigten Staaten versprochen hatte, das Schanghaien amerikanischer Matrosen einzustellen. Dadurch geriet er einige Jahre ins politische Abseits.
1810 kehrte er mit seiner Familie nach Großbritannien zurück. Beim Tod seines Vaters im Jahr 1823 erbte er dessen Adelstitel und den damit verbundenen einen Sitz im House of Lords. 1824 wurde er zum bevollmächtigten Gesandten in Stuttgart (Königreich Württemberg) ernannt wurde. 1828 wurde er als Gesandter nach München (Königreich Bayern) versetzt, wo er bis zu seiner Pensionierung im Jahr 1834 amtierte. Danach kehrte er nach Großbritannien zurück und ließ sich auf dem Anwesen Butlers Green House in Sussex nieder, wo er 1855 starb.

## Ehen und Nachkommen
Er war dreimal verheiratet. Aus seiner ersten Ehe, geschlossen am 6. Dezember 1799 mit Frances Cadwallader († 1843), Tochter des amerikanischen Generals John Cadwallader (1742–1786), hatte er zwölf Kinder:
- Hon. Sevilla Erskine († 1835) ⚭ 1830 Sir Henry Francis Howard (1809–1898);
- Hon. Frances Erskine († 1876) ⚭ 1824 Gabriel Shawe;
- Hon. Mary Erskine (1806–1874) ⚭ 1832 Hermann Graf von Paumgarten (1806–1846);
- Hon. Steuarta Erskine († 1863) ⚭ 1828 Yeats Brown, Gutsherr von Stuppington in Kent;
- Hon. Harriett Erskine († 1855) ⚭ 1833 Charles Woomass, Gutsherr von Alveston in Warwickshire;
- Thomas Americus Erskine, 3. Baron Erskine (1802–1877) ⚭ 1830 Louisa Legh (1791–1867);
- John Cadwallader Erskine, 4. Baron Erskine (1804–1882) ⚭ (1) 1829 Margaret Martyn, ⚭ (2) 1865 Maria Louisa Cullen Campbell;
- Hon. Elizabeth Erskine (1812–1886) ⚭ 1832 Sir St. Vincent Keene Hawkins-Whitshed, 2. Baronet;
- Hon. David Erskine (1816–1903), Lieutenant-Colonel der British Army, Verwaltungsvorsitzender (Colonial Secretary) der Kolonie Natal, ⚭ (1) 1839 Anne Maria Spode († 1860), ⚭ (2) 1870 Emma Florence Mary Harford († 1927);
- Hon. Edward Morris Erskine (1817–1883), Diplomat, ⚭ 1847 Caroline Loughnan († 1877);
- Hon. Jane Plumer Erskine (1818–1846) ⚭ 1837 James Henry Callander († 1851), Gutsherr von Craigforth in Stirlingshire;
- Hon. James Stuart Freiherr von Erskine (1821–1904) ⚭ 1849 Wilhelmina Gräfin von Törring Minucci.

Seine zweite Ehe, geschlossen am 28. Juli 1843 mit Anne Bond Travis († 1851), Tochter des John Travis, blieb ebenso kinderlos wie seine am 21. Dezember 1852 geschlossene dritte Ehe, die mit Anna Cunninghame-Graham († 1866), Witwe des Thomas Calderwood Durham, Gutsherr von Largo in Fifeshire, Tochter des William Cunninghame Cunninghame-Graham, Gutsherr von Gartmore in Peeblesshire. Seine dritte Gattin heiratete nach seinem Tod 1856 Ven. John Sandford, Archdiakon von Coventry.